# Playa de la Agraciada

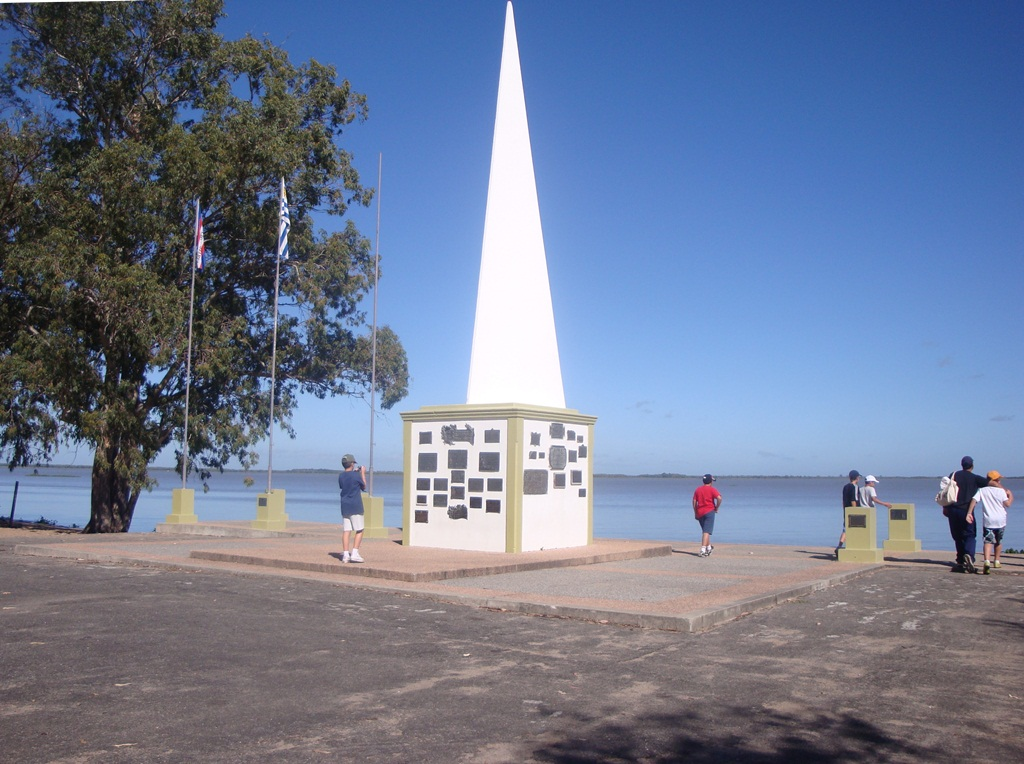
Obelisco en la Playa de la Agraciada. Coordenadas -33,8083600, -58,4266700

La Playa de la Agraciada es un arenal estrecho y bajo sobre el Río Uruguay, de 13 kilómetros de largo, ubicada en el Departamento de Soriano. 
En ese lugar desembarcó, el 19 de abril de 1825, la expedición militar de los llamados Treinta y Tres Orientales, al mando de Juan Antonio Lavalleja y Manuel Oribe, con el objeto de expulsar al ejército imperial brasileño que ocupaba la Provincia Oriental, llamada en ese momento por los brasileños Provincia Cisplatina.

## Origen
El origen del nombre de esta playa tiene dos versiones. La versión más veraz, asegura que el nombre sería una alteración de 'La graseada', refiriéndose a la playa arenosa donde, desde la época colonial, los faeneros mataban el ganado cimarrón para quitarle el cuero y la grasa o sebo, que era lo único aprovechable para el comercio. La otra versión posterior, probablemente poetizada y acuñada al influjo del romanticismo del siglo XIX, habla de una hermosa paisana del lugar, la agraciada.
El nombre Arenal Grande, con el que suele llamarse indistintamente al lugar, es el de un arroyo afluente del Río Uruguay que limita a esta playa por el norte. Su desembocadura no es el sitio del desembarco, como se dijera en algún momento, sino que este ocurrió más al sur, por donde se levantara, en 1862, una pirámide conmemorativa. De cualquier forma, el lugar exacto, debido a la imprecisión de los relatos de los testigos, ha sido objeto de polémica en los historiografía uruguaya.

## El Desembarco de los Treinta y Tres Orientales
La Playa de la Agraciada es el lugar comúnmente identificado con el Desembarco de los Treinta y Tres Orientales, aunque también se postula que haya sucedido en otros puntos de la costa oriental del Río Uruguay, como Arenal Grande, Punta Gorda, o el arroyo Gutiérrez.
Luego de la Invasión lusobrasileña, el territorio de la Banda Oriental se anexó al Imperio de Portugal, formando la Provincia Cisplatina. Hubo una emigración a Buenos Aires de sectores contrarios a la ocupación portuguesa, que posteriormente se reunirían para organizar un movimiento que lograra expulsar a los ocupantes lusobrasileños.
En 1825, con la difusión de la victoria en la batalla de Ayacucho, se empezó a formular una invasión a la Provincia Oriental, que se convertiría luego en la Cruzada Libertadora. Sus organizadores eran exiliados orientales, entre los cuales tomó un rol de liderazgo Juan Antonio Lavalleja. El movimiento fue apoyado políticamente por el gobierno de Buenos Aires y ayudado económicamente por comerciantes y saladeros de dicha ciudad.
La situación en la Provincia Oriental en el momento inmediatamente anterior al desembarco es confusa debido a las noticias contradictorias que circulaban. Se consiguió mandar enviados desde Buenos Aires para entrevistarse con Fructuoso Rivera, pero esto no progresó por sus lazos con Carlos Federico Lecor. Los mensajeros fueron entregados a las autoridades, aunque Rivera tenía sus propios planes a nivel político. Lo que sí consiguieron los enviados fue reavivar el sentimiento revolucionario en los criollos que se encontraba “adormecido” desde el artiguismo, lo que fue bien visto por los representantes de los gobiernos estadounidense y británico apostados en la provincia. 
Previo al desembarco hubo una penetración en el territorio de la Provincia por parte de un grupo de revolucionarios, quienes, disfrazados de peones pudieron entrar y entrevistarse con criollos afines al movimiento. Ante esto Rivera redactó un manifiesto negando que esto tuviera intenciones revolucionarias y argumentando que se respetaba lo pactado con Lecor.
En una reunión el 14 de marzo, se designaron los participantes de la expedición y el trayecto a seguir, cambiando el proyecto inicial de realizar una invasión por tres vías. El trayecto iba a originarse en el puerto de Buenos Aires, bordeando la costa occidental del Río Uruguay hacia el norte para desembarcar en la costa oriental. Aunque comúnmente se identifican 33 “orientales” integrantes del Desembarco, no hay consenso sobre la cantidad de integrantes más allá del hecho de que eran más de 33, dada la diversidad de listas de integrantes y los diferentes nombres en ellas. Adicionalmente, no todos eran originarios de la Banda Oriental.
La salida de Buenos Aires se realizó en dos grupos: uno liderado por Manuel Oribe, que partió hacia finales de marzo, y otro por Lavalleja, que se embarcó el 11 de abril con dos barcos. Ambos grupos se reunieron en la isla Brazo Largo, partiendo hacia la Banda Oriental en la tarde del 19 de abril. 
De acuerdo a diferentes testimonios, como el de Juan Spikerman, los revolucionarios desembarcaron a las once de la noche el 19 de abril. Al llegar Lavalleja realizó una proclama, animando a sus compañeros y expresando que la finalidad del proyecto era liberar a la Provincia Oriental, establecer un sistema representativo republicano y unirse a las Provincias Unidas. En la mañana del día siguiente, los revolucionarios partieron hacia Dolores; en el camino cayeron en conflicto con Lecor y uno de sus oficiales. Luego Lavalleja se dirigió a Soriano, donde realizó una proclama a los habitantes de la ciudad.

### Consecuencias
El Desembarco fue el acto que lanzó la Cruzada Libertadora. Luego del Desembarco, se instaló el Gobierno Provisorio de la Provincia Oriental en Florida, que convocó a los pueblos de la provincia a elegir integrantes para formar una Sala de Representantes. La Sala de Representantes declaró el 25 de agosto la independencia del Imperio del Brasil. El ejército revolucionario ganó en el mismo año batallas en Rincón y Sarandí, reduciendo la ocupación lusobrasileña en el territorio.
La Playa de la Agraciada recibió la designación de Monumento Histórico Nacional en 1975, incluye dos padrones contiguos. La zona incluye el Obelisco, el casco de la Estancia Ordoñana y el Higuerón testigo del desembarco de los Treinta y Tres Orientales.

### Representaciones en el arte
El episodio del Desembarco de los Treinta y Tres Orientales fue retratado por los artistas Josefa Palacios y Juan Manuel Blanes. Aunque ambas obras refieren al mismo episodio histórico, la representación del hecho y del lugar es diferente. 
El cuadro de Josefa Palacios, titulado Desembarco de los Treinta y Tres Orientales, fue realizado en 1854. Muestra a los revolucionarios en la Playa de la Agraciada en la noche, representación que coincide con los relatos sobre el hecho. La obra se encuentra en el Museo Histórico Nacional, en Montevideo.
El Juramento de los Treinta y Tres Orientales de Juan Manuel Blanes, fue elaborado entre 1875 y 1878. Allí, los Treinta y Tres Orientales son retratados jurando lealtad al movimiento. La obra se encuentra en el Museo de Bellas Artes Juan Manuel Blanes, en Montevideo. Más que ilustrar el Desembarco tal como sucedió, la obra de Blanes cumple una función política. De acuerdo a la visión del pintor, busca impulsar la idea de la nacionalidad y la unión política del país.